# Rose (Ruppichteroth)
Rose ist ein Ortsteil der Gemeinde Ruppichteroth im Rhein-Sieg-Kreis. 

## Lage
Der Ort liegt im Naturpark Bergisches Land zwischen Niederlückerath und Schönenberg.

## Geschichte
Vor dem Bau des Schulgebäudes 1831 befand sich am Abzweig der Wege nach Niederlückerath und Oberlückerath nur ein Einzelhof. Die Örtlichkeit hieß im Volksmund Plazët. Der Schulbezirk umfasste 16 Weiler und Höfe. 1861 betrug die Anzahl der Schüler 162, daher wurde eine zweite Lehrkraft angestellt. Im Jahr 1866 belief sich die Schülerzahl auf 223 Kinder. Evangelische und jüdische Kinder erhielten aus religiösen Gründen besondere Befreiungen. Ab 1910 wurde der Schulbetrieb teilweise nach Schönenberg verlegt. 1912 wurde in Schönenberg ein neues Schulgebäude errichtet und die Schule in Rose geschlossen.
Auf dem ehemaligen Einzelhof war 1901 der Lehrer Joh. Josef Wick mit 10 weiteren Familienmitgliedern verzeichnet, 1910 gab es hier nur die Familie des Tagelöhners Peter Arnold Lindlahr.